# La Courbe
La Courbe là một xã thuộc tỉnh Orne vùng Normandie tây bắc nước nước Pháp. Xã này nằm ở khu vực có độ cao trung bình 180 mét trên mực nước biển.